# Macrocentrus affinis
Macrocentrus affinis är en stekelart som beskrevs av Muesebeck 1932. Macrocentrus affinis ingår i släktet Macrocentrus och familjen bracksteklar. Inga underarter finns listade i Catalogue of Life.